# Lavinia Warren
Mercy Lavinia Warren Bump (31. oktober 1841 - 25. november 1919) var en amerikansk dværg. Hun optrådte i Barnum's American Museum i New York City. I 1863 blev hun gift med den berømte dværg General Tom Thumb (Charles Sherwood Stratton). Parret opnåede stor berømthed i datiden og blev velhavende. Parret fik ingen børn. Efter Strattons død i 1883 giftede Lavinia Warren sig igen, denne gang med den italienske dværg Primo Magri. 
Warren døde i Massachusetts i 1919.